# Piper CJ
Piper CJ (Kurzform des Pseudonyms Piper Chaos Jabberwocky) ist eine US-amerikanische Autorin romantischer Fantasy-Literatur.

## Leben
Piper CJ stammt aus dem US-Bundesstaat North Dakota. Von 2009 bis 2012 studierte sie Journalismus an der Minot State University. Nach Weiterbildungen wechselte sie 2015 an die kanadische Memorial University of Newfoundland. Dort erwarb sie 2017 einen Master of Arts (M.A.) in Ethnologie.
Piper CJ begann ihre berufliche Laufbahn als Moderatorin beim regionalen Fernsehsender KXMC-TV, der zu CBS gehört. Anschließend arbeitete sie unter anderem als Dozentin und Fotografin. Seit 2022 ist Piper CJ vorwiegend als freiberufliche Autorin tätig.
Piper CJ zählt zu den kommerziell erfolgreichsten Autorinnen auf TikTok. Ihre Werke erscheinen in den USA bei Bloom Books, einem Imprint des US-amerikanischen Verlags Sourcebooks. Im deutschsprachigen Raum werden sie von Bloom innerhalb der Penguin Random House Verlagsgruppe verlegt.

## Wirken
Piper CJ schreibt Romantasy-Literatur. Ihr Debütroman „Night and Its Moon“ erschien 2022 und wurde zum Bestseller, den sie ein Jahr später mit den beiden Romanen „The Sun and Its Shade“ und „The Dawn and Its Light“ fortsetzte.
2024 startete Piper CJ die Reihe „No Other Gods“ mit dem Titel „The Deer and the Dragon“. Die Fortsetzung „The Fox and the Falcon“ wurde für 2025 angekündigt.

## Werke
- The Night and Its Moon. Bloom Books, Naperville 2022, ISBN 978-1-72827-539-0.
- The Sun and Its Shade. Bloom Books, Naperville 2023, ISBN 978-1-72827-776-9.
- The Dawn and Its Light. Bloom Books, Naperville 2023, ISBN 978-1-63799-200-5.
- The Deer and the Dragon. Bloom Books, Naperville 2024, ISBN 978-1-72828-017-2.
- The Fox and the Falcon. Bloom Books, Naperville 2025, ISBN 978-1-72828-020-2.